# オーガスタ・リー
オーガスタ・リー（Augusta Leigh, The Honourable Augusta Leigh, 1783年1月26日 - 1851年10月12日）は、ジョン・バイロン（第5代バイロン男爵の甥）と最初の夫人アメリア・オズボーン（5代目リーズ公フランシスの元妻）の一人娘で、著名な詩人バイロンの異母姉。

## 生涯
母アメリアが彼女を生んでまもなく亡くなったため、幼少期は母方の祖母レディー・ホルダーネスのもとで育てられた。成長すると、従兄にあたるジョージ・リー大佐と結婚した。
異母弟ジョージとは、ジョージがハーロー校に在学していたため会うことはまれであった。2人は彼の母公認で文通し合う間柄であった。1804年、ジョージが実母キャサリンを亡くして悲嘆にくれていたとき、書き送った同情に溢れた手紙が2人を引き寄せ合う原因となった。
オーガスタとジョージは、連れ立っていても傍目には肉親には見えなかった。彼らが愛し合っているのは、誰の目にも明らかだった。バイロンの結婚が破綻するのも、彼が国を捨てて出国したのも、彼女との近親相姦の噂に押しつぶされたからだった。当時、近親相姦のスキャンダルは、社会的地位も何もかも失うことと相違なかった。
1814年の春、オーガスタは三女エリザベス・メドラ・リーを出産した。出産の数日後、ジョージは姉のケンブリッジシャーの自宅を訪問した。彼は赤ん坊と会い、自分の子だと確信したといわれている。親しい友人であったレディ・メルバーン（キャロライン・ラムの義母エリザベス）に、彼は手紙を書き送っていた。「ああ、しかし猿ではないよ。幸運なことにね。」（近親相姦で生まれた子供は猿のようなものだと、当時言われていた。）
「メドラ」という名前は、バイロンの詩に登場する女主人公にちなんだものである。彼はこの詩を書いていた1814年1月の3週間あまりを、妊娠中のオーガスタとともに過ごしていた。オーガスタの夫リー大佐は、メドラの本当の父が誰か生涯疑問を持つことはなかった。メドラは他の兄弟姉妹と一緒に育てられた。
オーガスタの家族と、ジョージとその妻アナベラ・ミルバンクがレスターシャーの館で休暇を楽しんだのは事実である。のちに、オーガスタは義妹にメドラについてこう書き送っていた。「ジョージに似ているわ。とてもユーモアがあるところが。」別の時にも、「メドラはここよ。」とバイロンへ書き送ったという。
のちに、親族に経済援助を断たれて娘と暮らしていたメドラは、バイロンとアナベラの娘エイダ・ラブレスが熱心に経済援助をしてくれたため、自分の実の父親を知ることとなった。
メドラもオーガスタも、バイロンとクレア・クレアモントとの間に生まれ、わずか5歳で亡くなったアレグラ・バイロンと会うことはなかった。